# Maria Kossakowska (oficer)
Maria Kossakowska z domu Szymańska ps. „Spokojna” (ur. 5 kwietnia 1915 w Tyborach-Trzciance) – podporucznik ZWZ-AK, więźniarka NKWD, po wojnie rolniczka. Odznaczona Orderem Wirtuti Militari.

## Życiorys
Maria Szymańska urodziła się 5 kwietnia 1915 w Tyborach-Trzciance pow. Wysokie Mazowieckie, w rodzinie rolników Stanisława i Konstancji z domu Gerałzowskiej. Ukończyła siedmioklasową szkołę powszechną, która znajdowała się w pobliskiej Jabłonce Kościelnej. Później uczyła się w dwuletniej Szkole Przysposobienia Gospodyń Wiejskich w Kobryniu, a po jej ukończeniu powróciła do domu i razem z rodzicami pracowała w gospodarstwie.
Do konspiracji dołączyła w sierpniu 1941 jako żołnierz Związku Walki Zbrojnej. Została zaprzysiężona przez ppor. Jana Zielińskiego ps. „Skrzetuski”, który był komendantem Ośrodka Łączności Okręgu Białystok ZWZ, przyjmując pseudonim „Spokojna”. Od tego momentu razem z całą swoją rodziną współdziałała w służbie konspiracyjnej, a w ich domu funkcjonowała skrzynka kontaktowa Komendy Obwodu. Na terenie ich gospodarstwa kwaterował także komendant Okręgu Białostockiego Armii Krajowej płk Władysław Liniarski ps. „Mścisław”. Marię przydzielono do zespołu łączności Referatu Wojskowej Służby Kobiet Sztabu Okręgu Białystok, a jej szefem była Helena Hermanowska ps. „Zaczyn”. Zadaniem Marii było utrzymywanie łączności Komendanta Okręgu z szefem Sztabu Okręgu mjr. Wiktorem Ściegiennym ps. „Las”, a także z Komendą Obwodu Wysokie Mazowieckie. Miała również przekazywać rozkazy do bazy BIP Okręgu Białystok, którym kierował mjr. Władysław Bruliński ps. „Oskar”. Rozkazem nr 11 z 10 listopada 1944 Komendant Okręgu mianował ją na stopień podporucznika czasu wojny ze starszeństwem od 3 maja 1944.
W grudniu 1944 Marię aresztowało NKWD i Urząd Bezpieczeństwa. Torturowano Marię podczas śledztwa prowadzonego początkowo w Zambrowie, a później w Białymstoku. Podczas prowadzonego śledztwa funkcjonariusze NKWD połamali jej nogi. Jednak nie przyznała się, że działała w konspiracji i bez żadnego sądu jesienią 1944 odesłano ją do obozu NKWD Skopin-Pobiedinka, a następnie w Stalinogorsku. W styczniu 1946 powróciła do kraju z obozu (lista transportu nr 04323), ale w dalszym ciągu znajdowała się pod nadzorem UB.
Maria nie była członkiem Związku Bojowników o Wolność i Demokrację, ale w 1991 wstąpiła do Światowego Związku Żołnierzy Armii Krajowej, otrzymując w 1992 status kombatanta.
W styczniu 1947 wyszła za mąż za Marcelego Kossakowskiego. Utrzymywali się z pracy na roli i wychowali dwoje dzieci

## Ordery i odznaczenia
- Krzyż Srebrny Orderu Virtuti Militari – rozkaz Komendanta Okręgu Białystok nr 11 z 10 listopada 1944[2]
- Srebrny Krzyż Zasługi z Mieczami – 11 listopad 1943